# Ida Shepard Oldroyd
Ida Shepard Oldroyd (1856-1940) fue una conquilióloga estadounidense y curadora de geología en la Universidad de Stanford durante más de 20 años, quien fue curadora de la que durante un tiempo fue la segunda colección más grande de conchas de moluscos del mundo. Oldroyd y su marido, Tom Shaw Oldroyd, acumularon una de las colecciones privadas de conchas más grandes de California. Ida fue reconocida como una pionera activa y temprana de la conquiliología en el oeste de los Estados Unidos. Fue miembro fundador de la Unión Malacológica Americana, de la que sirvió como vicepresidenta en 1934 y presidenta honoraria de 1935 a 1940.

## Primeros años
Ida Mary Shepard nació el 25 de noviembre de 1856 en Goshen, Indiana, de padres William H. y Delia Mary (Gillett) Shepard. Asistió a la escuela secundaria en Saline, Míchigan, y asistió a la Universidad de Míchigan de 1883 a 1885, donde obtuvo un certificado de enseñanza pero no se graduó. En 1888, su familia se mudó a Long Beach, California, donde comenzó a coleccionar conchas. En septiembre de 1895 se casó con Tom Shaw Oldroyd, un colega coleccionista de conchas. Los dos recolectaron extensamente en el sur de California, acumularon una gran colección y obtuvieron especímenes raros traídos por las redes de los pescadores.

## Carrera
En 1914, Oldroyd fue reclutado por la Academia de Ciencias de California para clasificar y empaquetar una parte de la colección de conchas de Henry Hemphill, en preparación de la transferencia de la colección a la Academia tras la muerte de Hemphill. En 1916, fue contratada por la Universidad de Stanford, que entonces había adquirido la colección Hemphill, para catalogar la colección. Un año más tarde, Stanford compró la colección privada de los Oldroyd y los contrató como curadores en el Departamento de Geología, donde trabajaron por el resto de sus vidas. A mediados de la década de 1920, la colección de conchas de Stanford era la segunda más grande del mundo. Continuaron recolectando conchas en California y el estado de Washington, y en 1929-1930 viajaron por el mundo, recolectando y facilitando la adquisición de grandes colecciones a su regreso.En 1922, Oldroyd fue contratada como consultora por el Museo Americano de Historia Natural de la ciudad de Nueva York, donde pasó varios meses estudiando y organizando la colección de conquiliología. Oldroyd produjo varios artículos y es conocida por sus obras principales: Marine Shells of Puget Sound and Vicinity (1924) y The Marine Shells of the West Coast of North America, una serie de cuatro volúmenes publicada entre 1924 y 1927. Oldroyd fue miembro fundador de la Unión Americana de Malacología y se desempeñó como vicepresidente en 1934 y presidente honorario de 1935 a 1940. 

## Muerte y legado
Oldroyd murió el 9 de julio de 1940 en Palo Alto, California, a la edad de 83 años después de varios meses de deterioro de su salud. En el momento de su muerte, la colección de conchas de Stanford era considerada la más grande de cualquier universidad estadounidense. Oldroyd describió más de 20 especies de moluscos y una especie de coral.  Se la conmemora con los nombres de varias especies de moluscos, entre ellos Tellina idae Dall, 1891; Mitra idae Melvill, 1893; Odostomia (Chrysallida) oldroydi Dall & Bartsch, 1909; Alvania oldroydae Bartsch, 1911; Bittium oldroydae Bartsch, 1911; y Melanella oldroydae Bartsch, 1917, así como el coral Dendrophyllia oldroydae.

## Esposo
Tom Shaw Oldroyd nació en Huddersfield, Inglaterra, el 13 de junio de 1853, y su familia se mudó a Flushing, Nueva York, en 1855. En 1880 se trasladó a California, instalándose en Long Beach donde empezó a coleccionar conchas. Tom se especializó en conchas fósiles del Pleistoceno . Murió de un problema cardíaco el 3 de noviembre de 1932, a la edad de 80 años. Se le conmemora con los nombres de unas diez especies. 